# Повіт Насу
Пові́т На́су (яп. 那須郡, なすぐん, МФА: [nasu̥ guɴ]) — повіт у префектурі Тотіґі, Японія.